# Gustav Trolle
Gustav Trolle   (Småland, setembre 1488 - Fiònia, 1535), nom complet Gustav Eriksson Trolle fou l'arquebisbe d'Uppsala i líder de l'Església a Suècia durant el període turbulent de la Reforma Protestant.
Després d'estudiar a les universitats de Colònia i la Sapienza a Roma, l'any 1513 fou escollit vicari a Linköping. Un any després es convertí en arquebisbe d'Uppsala. L'any 1515 s'enfrontà al regent suec Sten Sture el Jove, que havia estès el rumor que l'arquebisbe s'havia aliat amb el rei Cristià II de Dinamarca. Cert o no, l'arquebisbe Trolle fou desposseït de la seva posició eclesiàstica i assetjat a la seva mansió d'Almarestäket al llac Mälaren. Durant l'hivern del 1517 Almarestäket fou destruïda per ordre del govern suec.
Això provocà la intervenció del rei Cristià II i Trolle es trobava entre els nobles i dignataris que donaven suport al rei danès. L'any 1520 el rei Cristià II envaí Suècia amb les seves tropes i Gustav fou recompensat tornant a ocupar la seva posició com a arquebisbe d'Uppsala, coronant Cristià II com rei de Suècia el 4 de novembre. La seva actuació dona suport a la teoria que l'arquebisbe i el monarca es trobaven aliats durant el període previ a la conquesta de Suècia.